# 헬기 살로
헬기 살로(에스토니아어: Helgi Sallo, 1941년 8월 10일 ~ )는 에스토니아의 가수, 배우이다.